# 盧爾德
卢尔德（法語：Lourdes，法語發音：[luʁd] ⓘ；又译露德），法国西南部城市，奥克西塔尼大区上比利牛斯省的一个市镇，隶属于阿热莱斯加佐斯特区和塔布-卢尔德-比利牛斯城市圈公共社区，其市镇面积为36.9平方公里，2022年1月1日时人口数量为13,266人，是该省人口第二多的城市，仅次于省会塔布，在法国城市中排名第724位。
卢尔德位于上比利牛斯省西部，是一个区域性的中心城市，亦是圣女伯尔纳德·苏比鲁的故乡，其圣母显现的经历使得卢尔德成为重要的圣母朝圣地，西欧天主教徒普遍相信卢尔德的泉水能使得危重病人得到康复，其特殊的宗教地位使得卢尔德成为法国最重要的旅游城市之一，自19世纪末期起，卢尔德每年都会接待大批来自各地的天主教徒，至2020年，当地的酒店数量排名法国第三，仅次于巴黎和尼斯。

## 地名来源

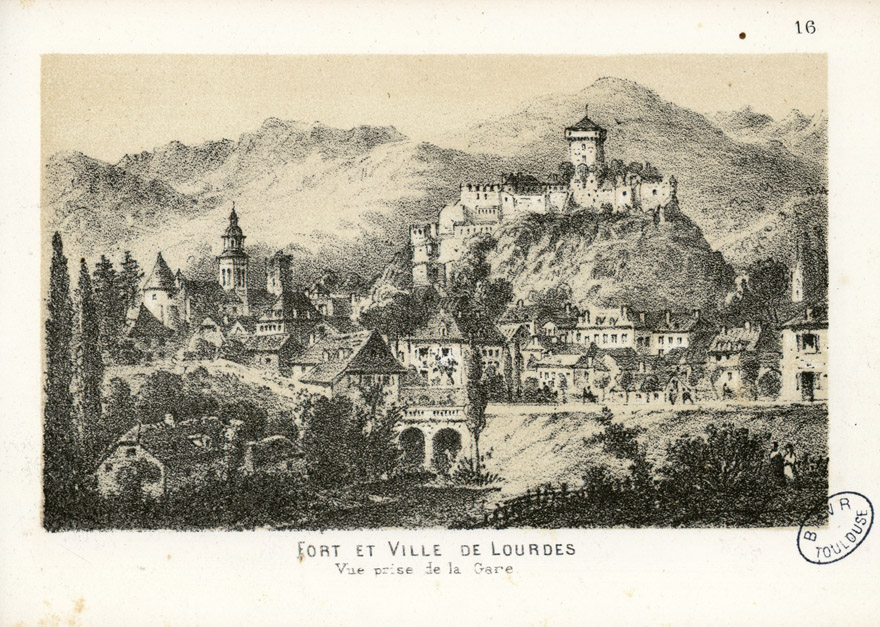
19世纪末的卢尔德

"卢尔德"一名最初出现于公元983年，在关于修建比戈尔地区圣佩修道院的记录文献中将此地以作为标记，其具体含义尚有待考证，现代写法在18世纪后逐渐形成。

## 历史
卢尔德历史悠久，其境内的埃斯佩吕格洞穴中曾发现史前文化的遗迹。高卢-罗马时期当地出现了村落，中世纪中期属于比戈尔伯国，12世纪时当地的卢尔德城堡成为比戈尔伯爵的重要住所，1302年，卢尔德随比戈尔一道并入法兰西王国。英法百年战争期间，卢尔德曾一度被英格兰军队占领。中世纪后期，卢尔德成为多条道路的交汇点，当地人口数量开始增加，出现了集市和一些手工业部门。法国大革命后，卢尔德成为上比利牛斯省的一部分，彼时，卢尔德人口数量超过两千，但因距离省会塔布相对较近而未能被选做副省会。
1858年2月至7月间，卢尔德居民伯尔纳德·苏比鲁称在城附近波河旁的山洞中目睹了圣母显现，并声称自己为圣母无染原罪者。1862年，塔布主教贝特朗-塞韦尔·洛朗斯宣布确认伯尔纳德·苏比鲁的经历，并主持修建圣母无玷始胎圣殿，此后卢尔德因圣母显现而成为重要的朝圣地，法国天主教徒普遍相信卢尔德的泉水能使得危重病人得到康复。
19世纪末，伴随着朝圣者的涌入，卢尔德城市也得到发展，当地人口数量突破一万，出现了多处工厂及学校，1899年至1930年间甚至出现了有轨电车系统。

## 地理

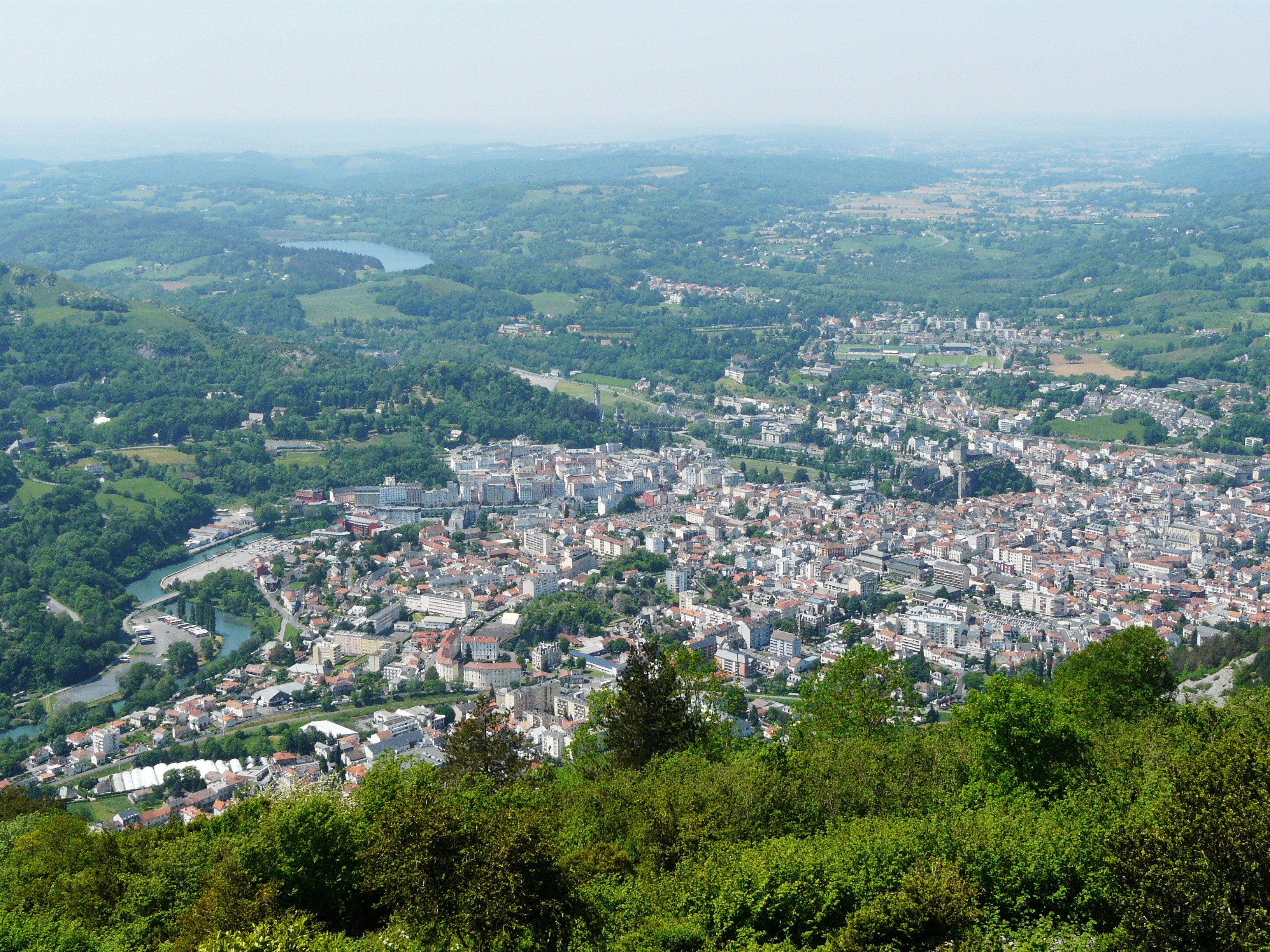
从热尔峰上远眺卢尔德

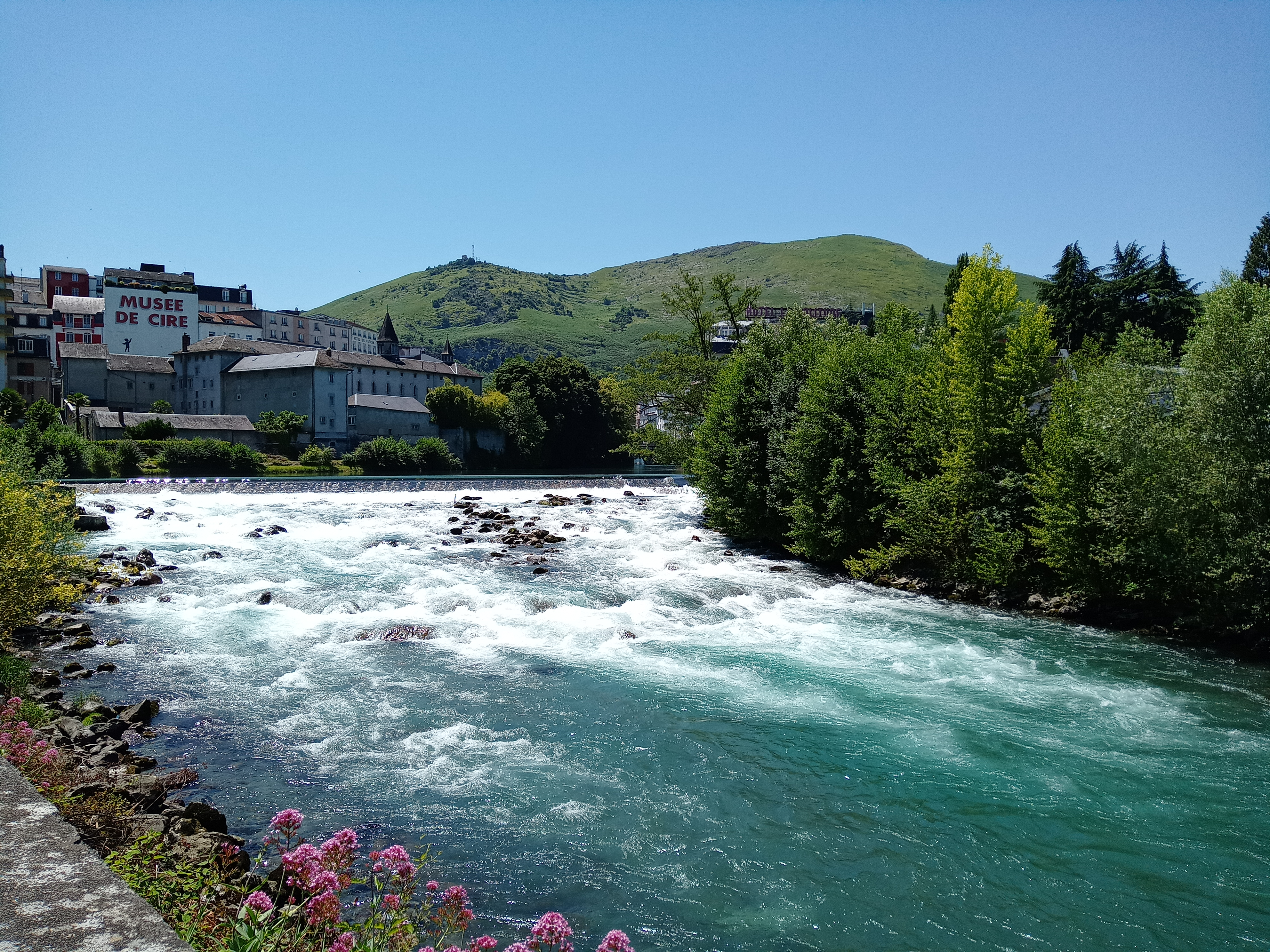
卢尔德市区内的波河

卢尔德位于法国西南部，奥克西塔尼大区西南部和上比利牛斯省西部，距离省会塔布大约23公里。其市镇范围还包括了西北部穆尔勒森林内的一块飞地。与卢尔德接壤的市镇包括：拉马克蓬塔克、奥梅克斯、蒙托、圣樊尚、阿代、拉沃当地区阿斯潘、巴尔莱斯特、巴尔特雷斯、雅雷、瑞洛斯、莱济尼昂、卢巴雅克、吕加尼昂、奥桑、佩鲁斯、普埃费雷、圣克雷阿克、圣佩德比戈尔、塞居斯。

### 地形
卢尔德位于比利牛斯山北麓，境内按照地形特征可大致分为两部分，其中南侧为比利牛斯山区，地形起伏较大，最高处为热尔峰；市区及北侧为山前冲积平原，地形相对平坦。卢尔德全境的海拔在343到960米之间。

### 水文
波河流经境内，该河是阿杜尔河最大的支流之一。此外卢尔德湖是当地重要的大型天然水域，附近开辟有高尔夫球场及度假区。

### 植被
卢尔德属于温带落叶林区，其所在的比利牛斯山麓植被茂密，市区内的主要绿地则分布于波河两岸。

### 气候
卢尔德在柯本气候分类法中属于带有山地特征的温带海洋性气候，受地形影响，卢尔德降水相对较多，且常出现焚风现象，气温尤其冬季高于同纬度地区。
卢尔德境内设有气象站，以下为该气象站的数据（其中日照数据取自塔布）：
| 卢尔德1981年－2019年 | 卢尔德1981年－2019年 | 卢尔德1981年－2019年 | 卢尔德1981年－2019年 | 卢尔德1981年－2019年 | 卢尔德1981年－2019年 | 卢尔德1981年－2019年 | 卢尔德1981年－2019年 | 卢尔德1981年－2019年 | 卢尔德1981年－2019年 | 卢尔德1981年－2019年 | 卢尔德1981年－2019年 | 卢尔德1981年－2019年 | 卢尔德1981年－2019年 |
| 月份                 | 1月                  | 2月                  | 3月                  | 4月                  | 5月                  | 6月                  | 7月                  | 8月                  | 9月                  | 10月                 | 11月                 | 12月                 | 全年                 |
| -------------------- | -------------------- | -------------------- | -------------------- | -------------------- | -------------------- | -------------------- | -------------------- | -------------------- | -------------------- | -------------------- | -------------------- | -------------------- | -------------------- |
| 历史最高温 °C（°F）  | 21.5 (70.7)          | 25.5 (77.9)          | 26.5 (79.7)          | 30.5 (86.9)          | 32.5 (90.5)          | 38 (100)             | 37.5 (99.5)          | 39.5 (103.1)         | 34.5 (94.1)          | 31.5 (88.7)          | 27 (81)              | 23 (73)              | 39.5 (103.1)         |
| 平均高温 °C（°F）    | 11 (52)              | 12.2 (54.0)          | 15.4 (59.7)          | 17 (63)              | 20.6 (69.1)          | 23.8 (74.8)          | 26.1 (79.0)          | 26.2 (79.2)          | 23.6 (74.5)          | 19.7 (67.5)          | 14.3 (57.7)          | 11.6 (52.9)          | 18.5 (65.3)          |
| 日均气温 °C（°F）    | 6.2 (43.2)           | 7.2 (45.0)           | 9.9 (49.8)           | 11.6 (52.9)          | 15.2 (59.4)          | 18.4 (65.1)          | 20.6 (69.1)          | 20.7 (69.3)          | 17.9 (64.2)          | 14.4 (57.9)          | 9.5 (49.1)           | 6.9 (44.4)           | 13.2 (55.8)          |
| 平均低温 °C（°F）    | 1.3 (34.3)           | 2.1 (35.8)           | 4.4 (39.9)           | 6.2 (43.2)           | 9.8 (49.6)           | 13 (55)              | 15.1 (59.2)          | 15.2 (59.4)          | 12.2 (54.0)          | 9.2 (48.6)           | 4.6 (40.3)           | 2.1 (35.8)           | 7.9 (46.2)           |
| 历史最低温 °C（°F）  | −11.5 (11.3)         | −13 (9)              | −6 (21)              | −1.5 (29.3)          | −1.5 (29.3)          | 3.5 (38.3)           | 7.5 (45.5)           | 6.5 (43.7)           | 3 (37)               | −4 (25)              | −9 (16)              | −9 (16)              | −13 (9)              |
| 平均降水量 mm（）    | 136.9 (5.39)         | 110.4 (4.35)         | 121.4 (4.78)         | 149.2 (5.87)         | 140.1 (5.52)         | 103.9 (4.09)         | 82.5 (3.25)          | 86.7 (3.41)          | 95.2 (3.75)          | 123.1 (4.85)         | 147.4 (5.80)         | 138.1 (5.44)         | 1,434.9 (56.49)      |
| 月均日照時數         | 118.3                | 129.2                | 169.2                | 170.2                | 189.1                | 197.9                | 204.9                | 206                  | 189.8                | 150.6                | 117.5                | 108.7                | 1,951.2              |
| 来源：infoclimat.fr  |                      |                      |                      |                      |                      |                      |                      |                      |                      |                      |                      |                      |                      |

## 行政区划
卢尔德是法国奥克西塔尼大区上比利牛斯省的一个市镇，编号为65286。卢尔德隶属于阿热莱斯加佐斯特区和塔布-卢尔德-比利牛斯城市圈公共社区，管理卢尔德第一县和第二县。
法国国家统计与经济研究所（简称）在进行数据统计时，将卢尔德及相邻的另外9个市镇设为卢尔德城市核心区，并将包括核心区在内的周边共33个市镇划为卢尔德城市区。同时，还将卢尔德市镇分为了10个“块区”（IRIS），以便于统计人口分布情况。

## 交通

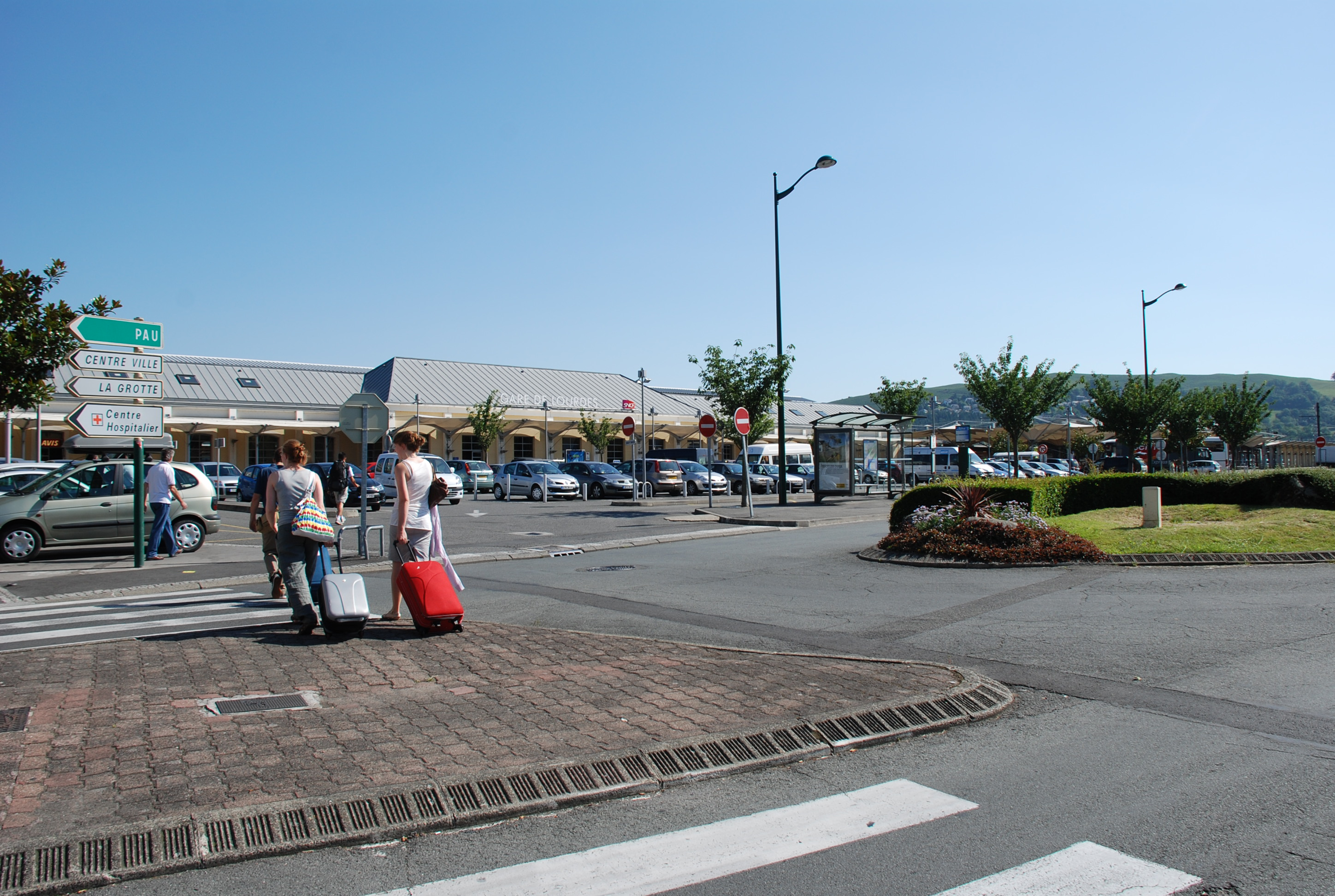
卢尔德火车站

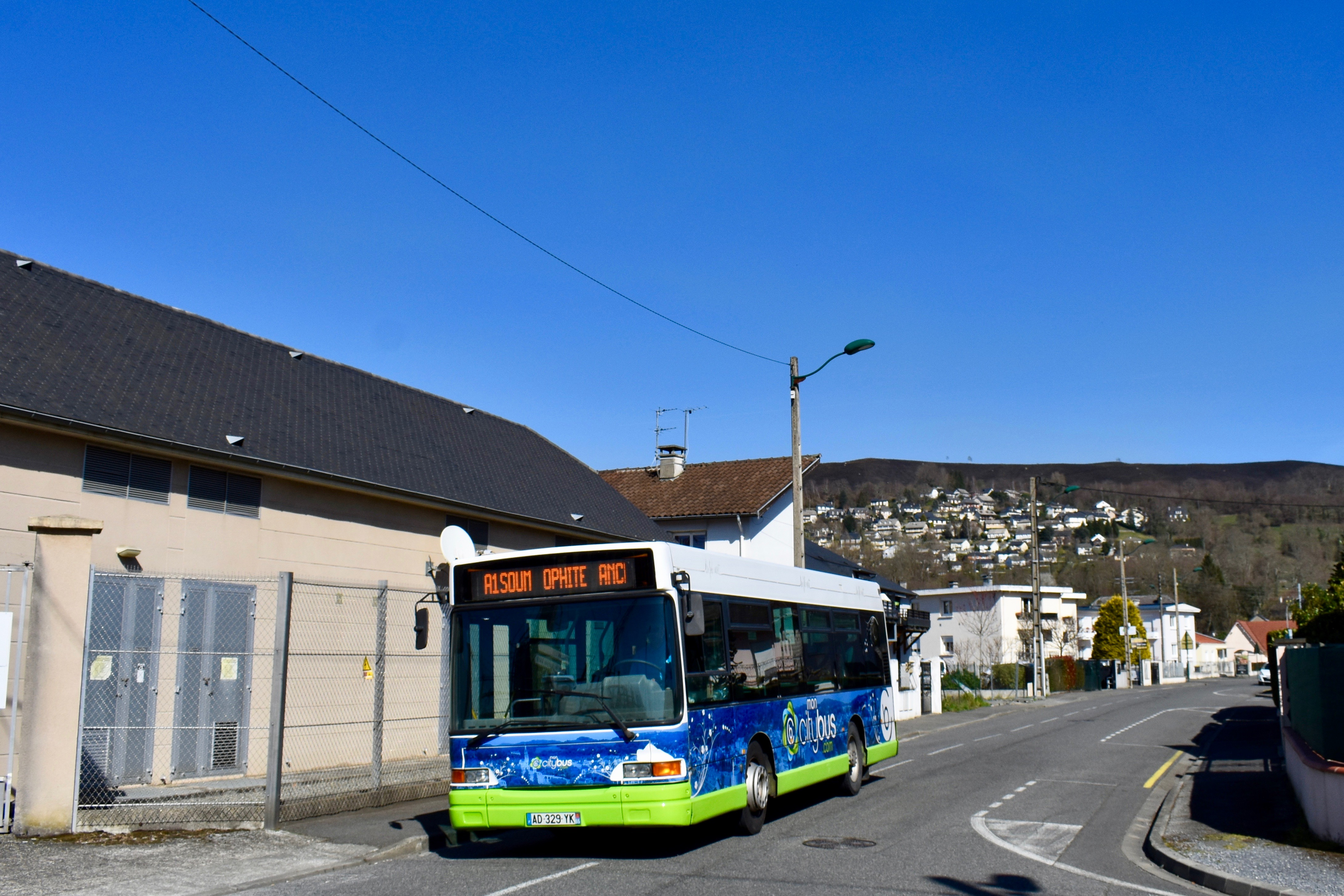
卢尔德的一辆公共汽车

### 公路
法国国道N21线和多条上比利牛斯省省道在卢尔德境内交汇，大西洋比利牛斯省城际客运巴士805号线连接卢尔德和波城，此外有多条上比利牛斯省城际线路可前往塔布、阿热莱斯加佐斯特、科特雷等地。
2017年，55.8%的卢尔德家庭拥有至少一辆的私人汽车。2018年，卢尔德境内共发生各类交通事故16起，造成22人受伤。

### 铁路
卢尔德位于图卢兹－巴约讷铁路上，该铁路是法国西南部重要的铁路干线之一，全线为复线电气化铁路。卢尔德站位于老城区北部，停靠往返于巴黎和塔布一线的高速列车、往返于图卢兹和巴约讷之间的城际列车和图卢兹—塔布—波城—达克斯—波尔多一线的区域列车，此外在朝圣期间，法国铁路部门还将加开由卢尔德前往法国多个主要城市的专线列车。

### 航空
塔布-卢尔德-比利牛斯机场位于卢尔德市中心以北15公里，该机场是法国重要的区域航空站，开行前往巴黎、布鲁塞尔、米兰、伦敦、罗马、那不勒斯、里斯本、都柏林等地的航班。

### 城市公共交通
卢尔德城市公共交通（商业名称为）是当地的城市公交系统，自2013年起投入使用，截至2020年9月，该系统共包括3条常规线路和2条季节性线路，路网覆盖了卢尔德的主要街区及周边部分市镇。
此外，连接卢尔德老城和热尔峰的热尔峰缆车也是卢尔德城市公共交通的一部分。

## 政治

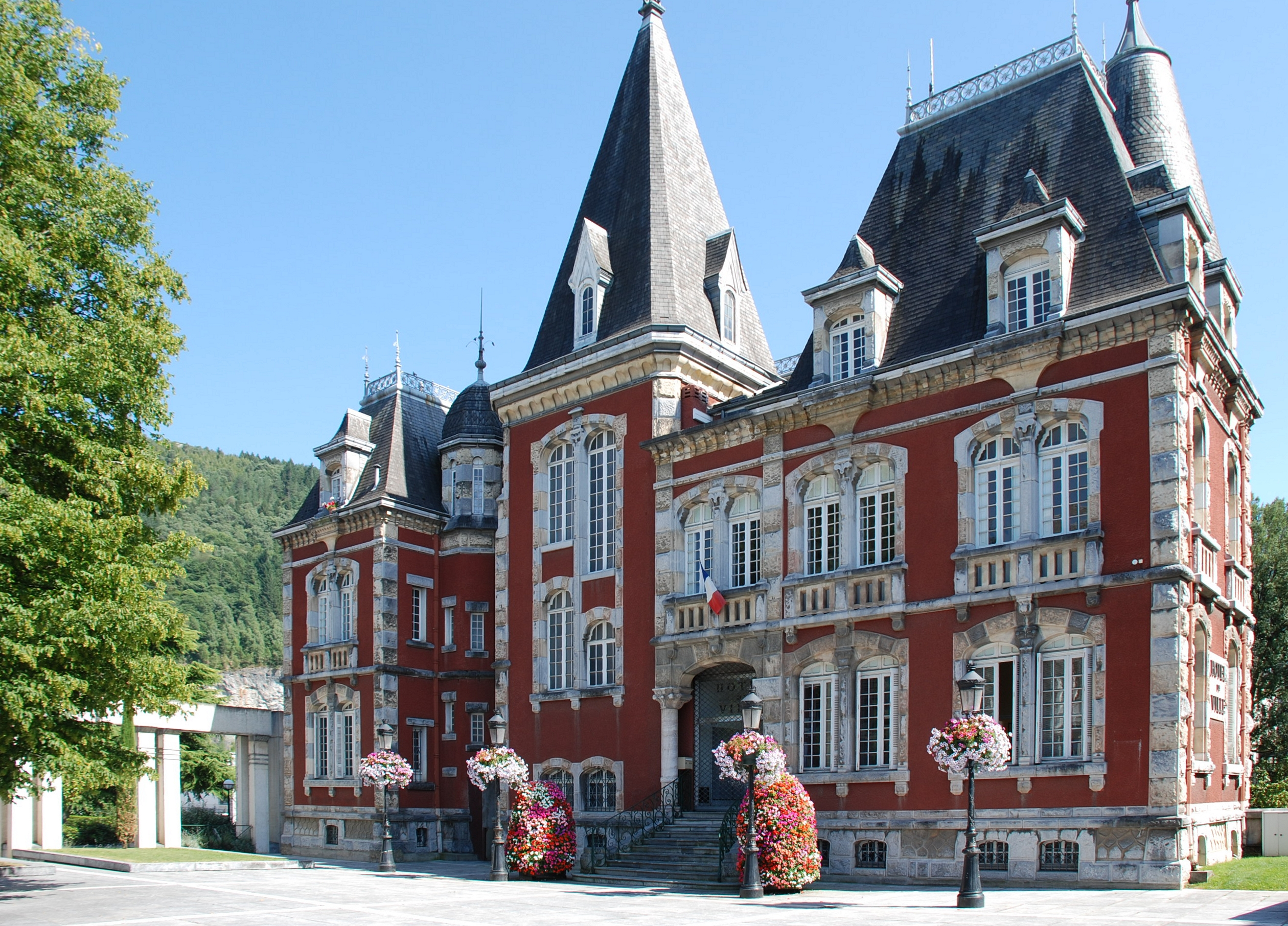
卢尔德市政厅

卢尔德的现任市长为蒂耶里·拉维先生（Thierry Lavit），他是一名右翼无党派人士，在2020年的市政选举中获得了59.78%的支持率。
在2017年的法国总统大选中，法国第25任总统埃马纽埃尔·马克龙在卢尔德获得了63.34%的支持率。
| 卢尔德历届市长 |                      |                                  |
| 任期           | 市长                 | 党派                             |
| 1944年－1945年 | 阿尔贝·博尔德        | 不详                             |
| 1945年－1952年 | 乔治·迪皮埃里        | 不详                             |
| 1952年－1960年 | 安托万·贝盖尔        | PRG左派激進黨                    |
| 1960年－1965年 | 诺埃尔·维龙          | 不详                             |
| 1965年－1971年 | 儒斯坦·拉卡兹        | 不详                             |
| 1971年－1989年 | 弗朗索瓦·阿巴迪      | PRG左派激進黨                    |
| 1989年－2000年 | 菲利普·杜斯特·布拉齊 | UDF法国民主联盟                  |
| 2000年－2014年 | 让-皮埃尔·阿蒂加纳夫 | UDF法国民主联盟 →UMP人民运动联盟 |
| 2014年－2020年 | 乔瑟特·布尔多        | PRG左派激進黨 →MR激进运动        |
| 2020年－       | 蒂耶里·拉维          | DVG左翼无党派人士                |

## 人口
2017年，卢尔德市镇人口数量为13,389，在法国排名第724位。其中男性5,974人，女性7,415人，75岁及以上人口占14.4%，外籍人口数量为3,915人，人口密度为362人/平方公里，当地居民被称为（男性）或（女性）。2018年，卢尔德境内出生93人，死亡人口258人。
| 年份   | 1936   | 1946   | 1954   | 1962   | 1968   | 1975   | 1982   | 1990   | 1999   | 2006   | 2011   | 2016   | 2017   |
| ------ | ------ | ------ | ------ | ------ | ------ | ------ | ------ | ------ | ------ | ------ | ------ | ------ | ------ |
| 人口數 | 11,529 | 13,974 | 15,829 | 16,023 | 17,939 | 17,870 | 17,425 | 16,300 | 15,203 | 15,265 | 14,282 | 13,651 | 13,389 |

## 经济
卢尔德是一个区域性的中心城市，当地共有各类用人单位3,083家，其中99.47%为中小型企业，平均历史为20年，旅游业及相关产业是当地的主要就业岗位类型。

## 财政收入
2018年，卢尔德的财政收入总额为31,141,900欧元，财政支出总额为30,333,500欧元，当年的债务总额为30,937,200欧元。
2014年，卢尔德的人均收入总额为3,593欧元，其中高职人员为2,340欧元，普通职员为1,733欧元。
2017年，卢尔德境内的青壮年（15至64岁）失业率为25.7%，当地30.1%的家庭拥有纳税资格。

## 社会事务

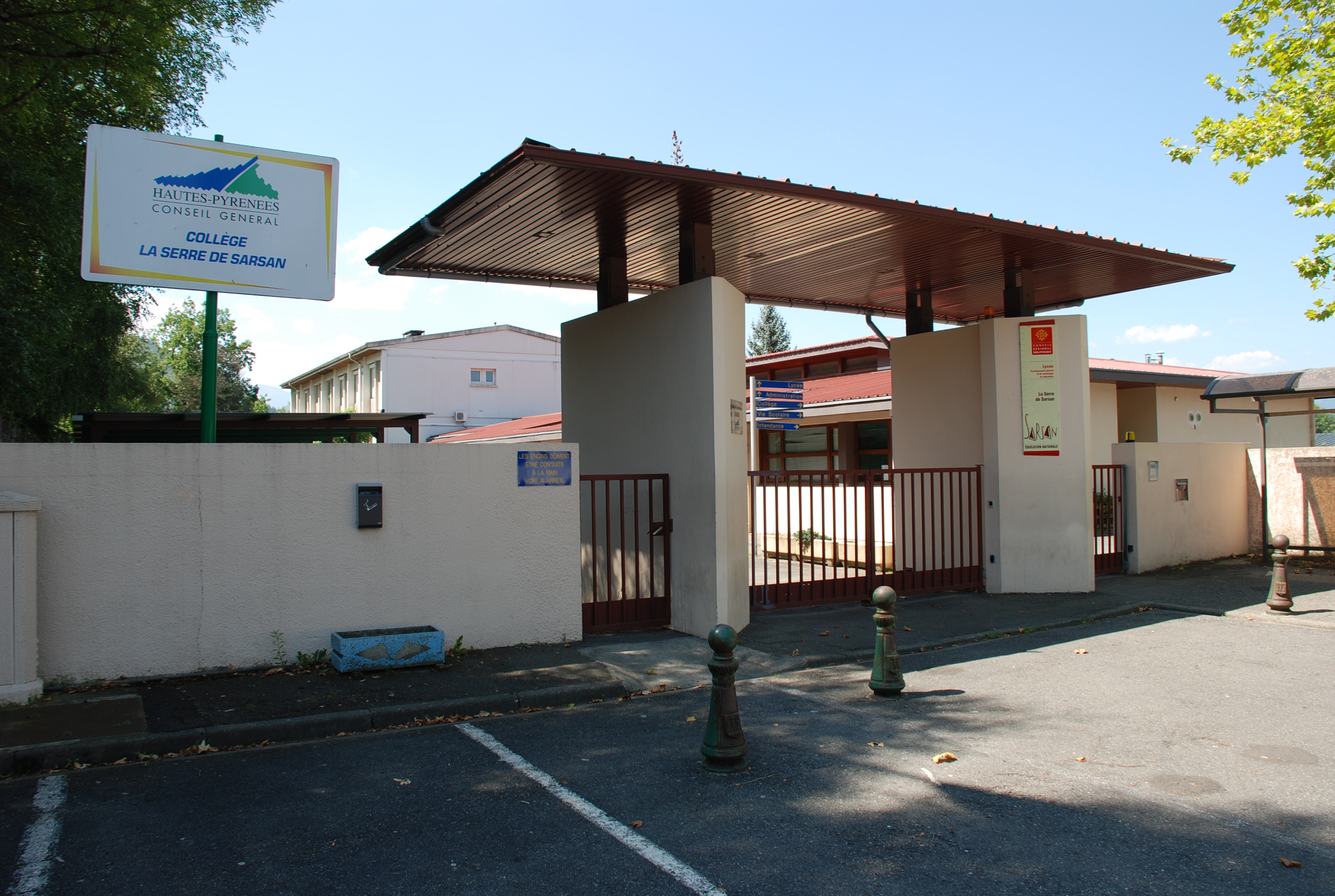
卢尔德的一处初级中学

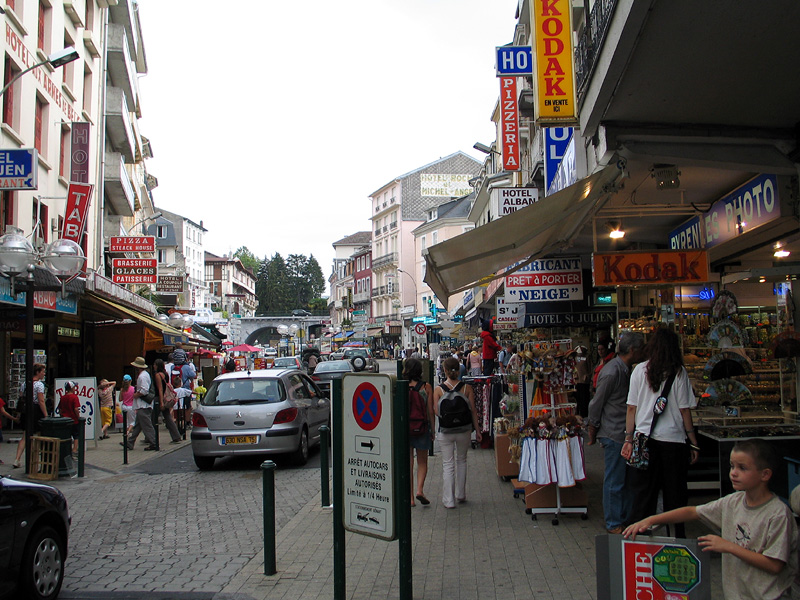
卢尔德市中心

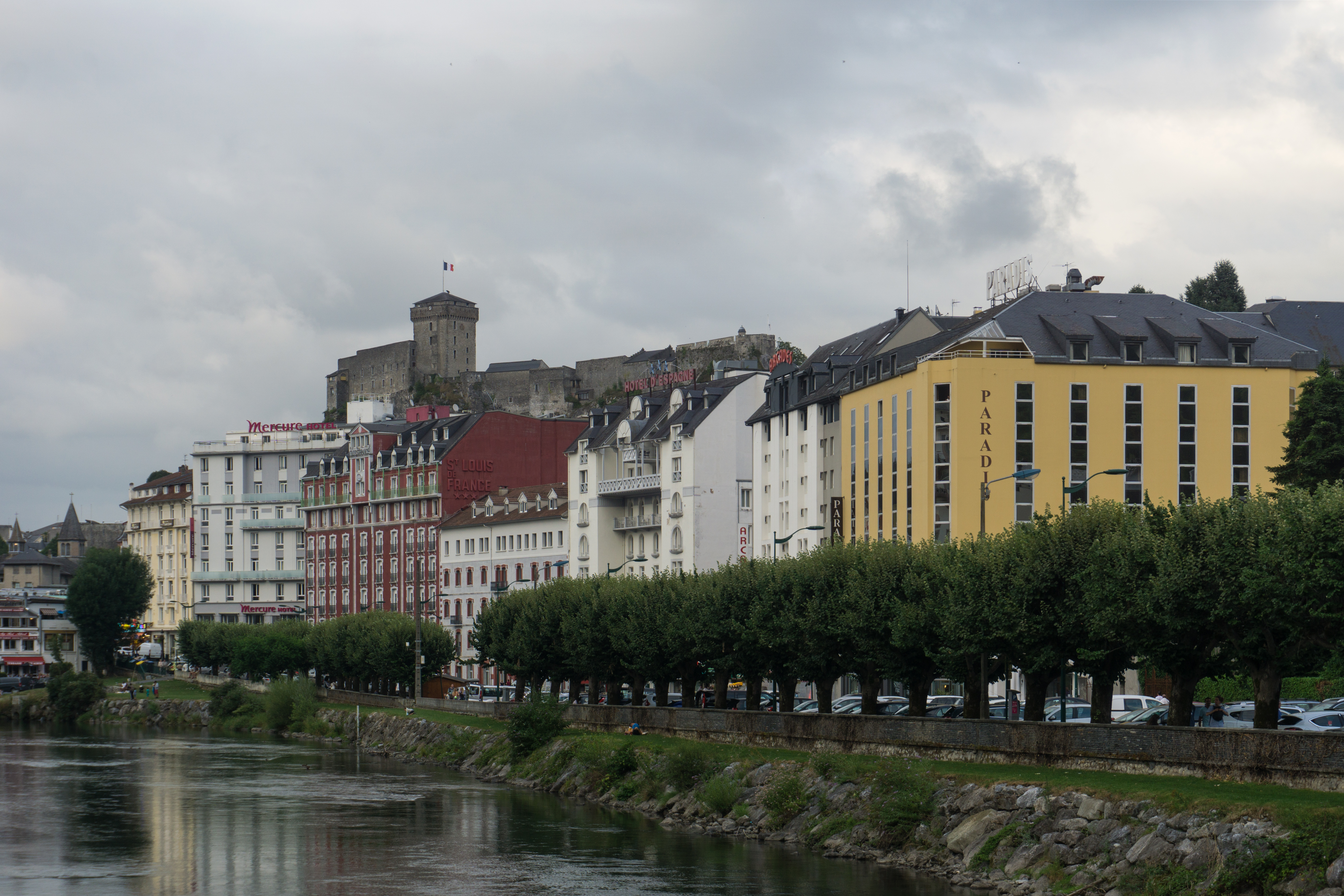
波河畔的现代建筑

### 教育
卢尔德属于图卢兹学区。截止2019年1月1日，卢尔德境内共有4所幼儿园、4所小学、2所初级中学、2所普通高中和1所职业高中。2018至2019学年度，卢尔德境内共有在校中小学生1,436名。

### 医疗
截止2019年1月1日，卢尔德境内共有全科医生27名、保健师29名、牙医14名、护士56名、眼科医生1名、皮肤科医生1名、助产士2名和儿科医生1名。境内共有药房11家、养老院5家、残疾人帮扶中心7家。
卢尔德中心医院（Centre Hospitalier de Lourdes）是法国的一个区域性医疗系统，其主病区位于卢尔德市区，设有床位105个，是当地规模最大的公立综合性医院。

### 住房
2017年，卢尔德境内共有各类住房9,674套，其中72%为常住房屋。集中式居民区主要分布在市区南部。

### 商业
2018年，卢尔德境内共有各类商铺1,539家，其中餐饮服务类553家。市区东北部建有大型开放式商业街区。

### 体育
2019年，卢尔德境内共有2家游泳池、4间健身房、1座综合体育场、7处网球场、3处足球或橄榄球场、5处篮球或排球场以及1处高尔夫球场。
卢尔德历史上因橄榄球而闻名，卢尔德橄榄球俱乐部是当地的一支橄榄球队，成立于1911年，曾获得过8次法国橄榄球甲级联赛的冠军和3次亚军，后因财政原因而衰退，2020至2021赛季参加法国橄榄球全国乙级联赛（法丁），其主场球场（stade Antoine-Béguère）可同时容纳超过1.2万名观众，是当地规模最大的体育设施。
卢尔德足球俱乐部（FC Lourdais）是当地的一支足球队，2020至2021赛季参加奥克西塔尼大区足球联赛。

### 环境
卢尔德的环境事务由其所属的公共社区负责。2018年，卢尔德境内暂无污染企业。

### 治安
2014年，卢尔德及附近地区共发生各类案件1,119起，其中盗窃类案件758起，经济类案件140起，毒品交易类案件24起。

## 文化

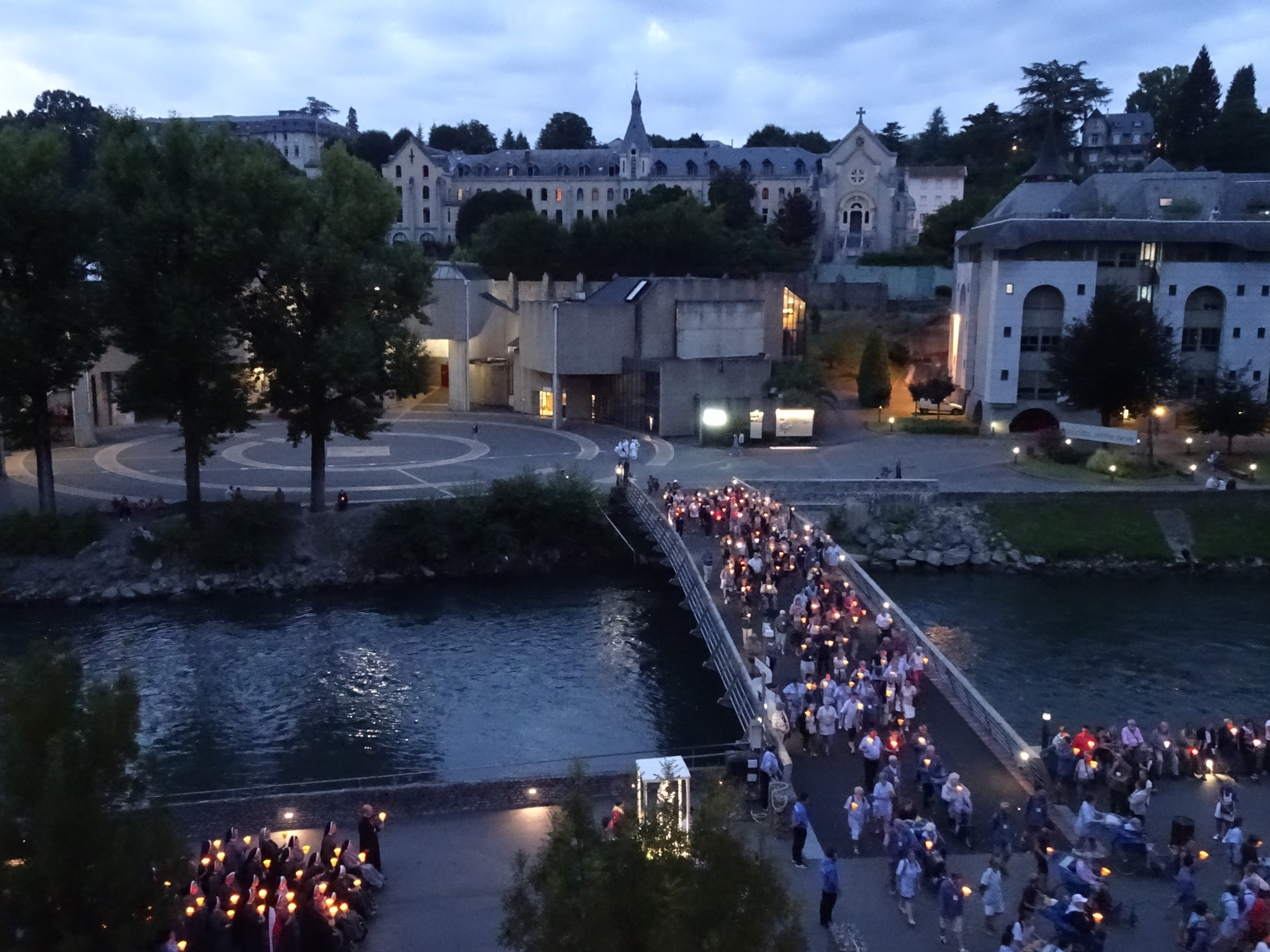
在卢尔德朝圣的天主教徒

2019年，卢尔德境内共有4家电影院。此外卢尔德市政府提供多媒体中心，向公众全年开放。

### 建筑
卢尔德因其境内的圣母朝圣地而闻名，该区域主要包括以下建筑：

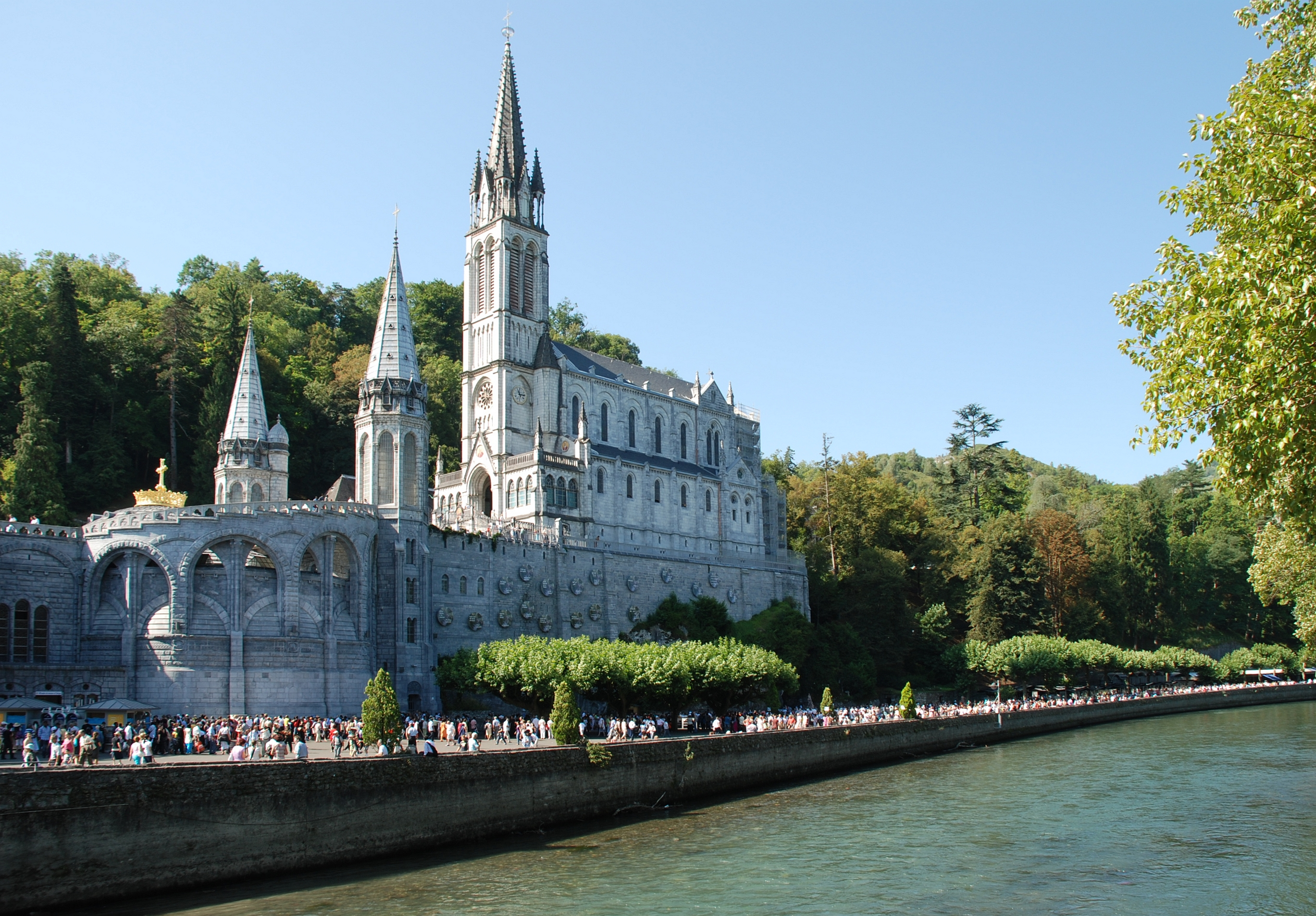
圣母无玷始胎圣殿
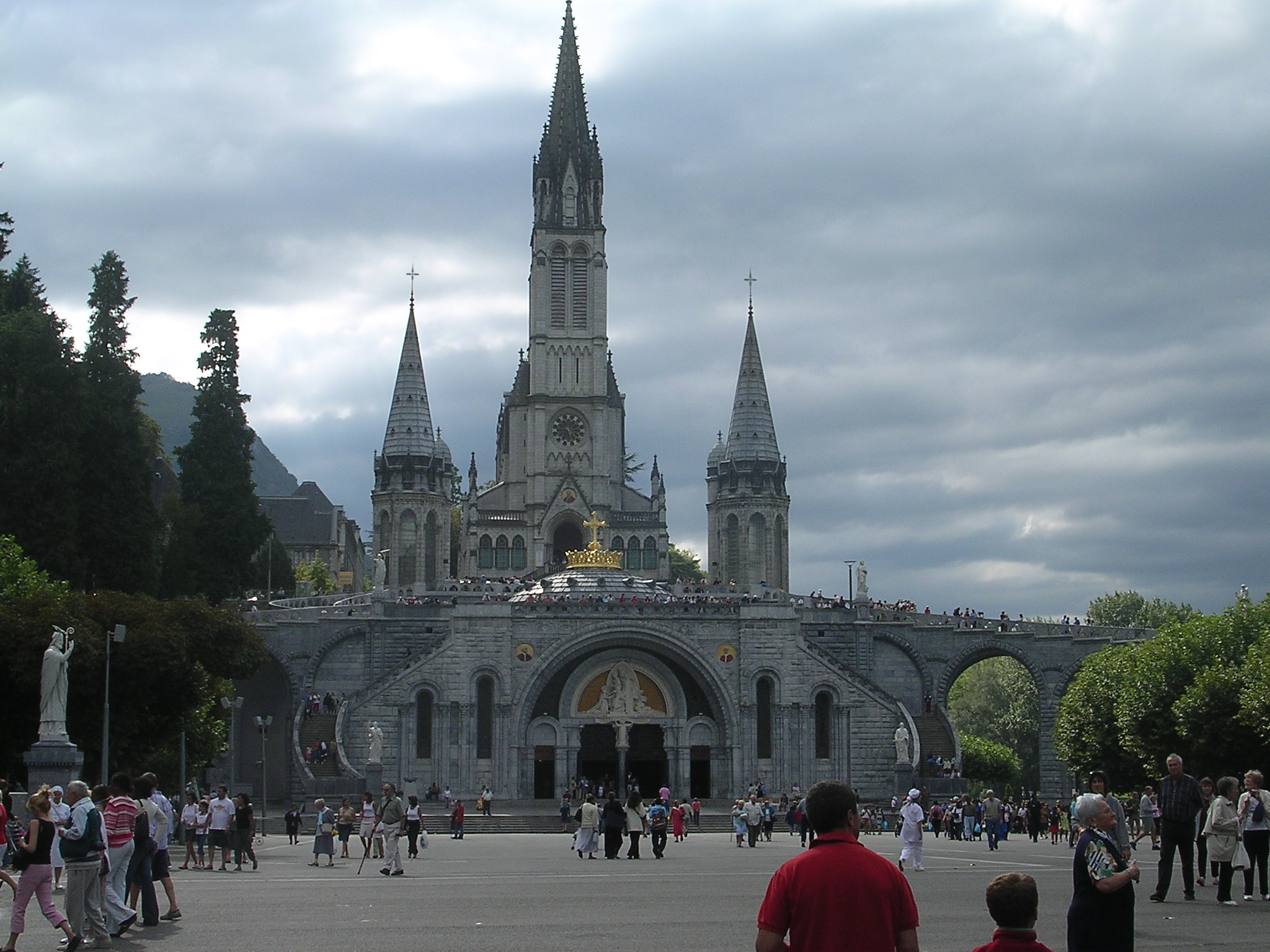
玫瑰圣母圣殿
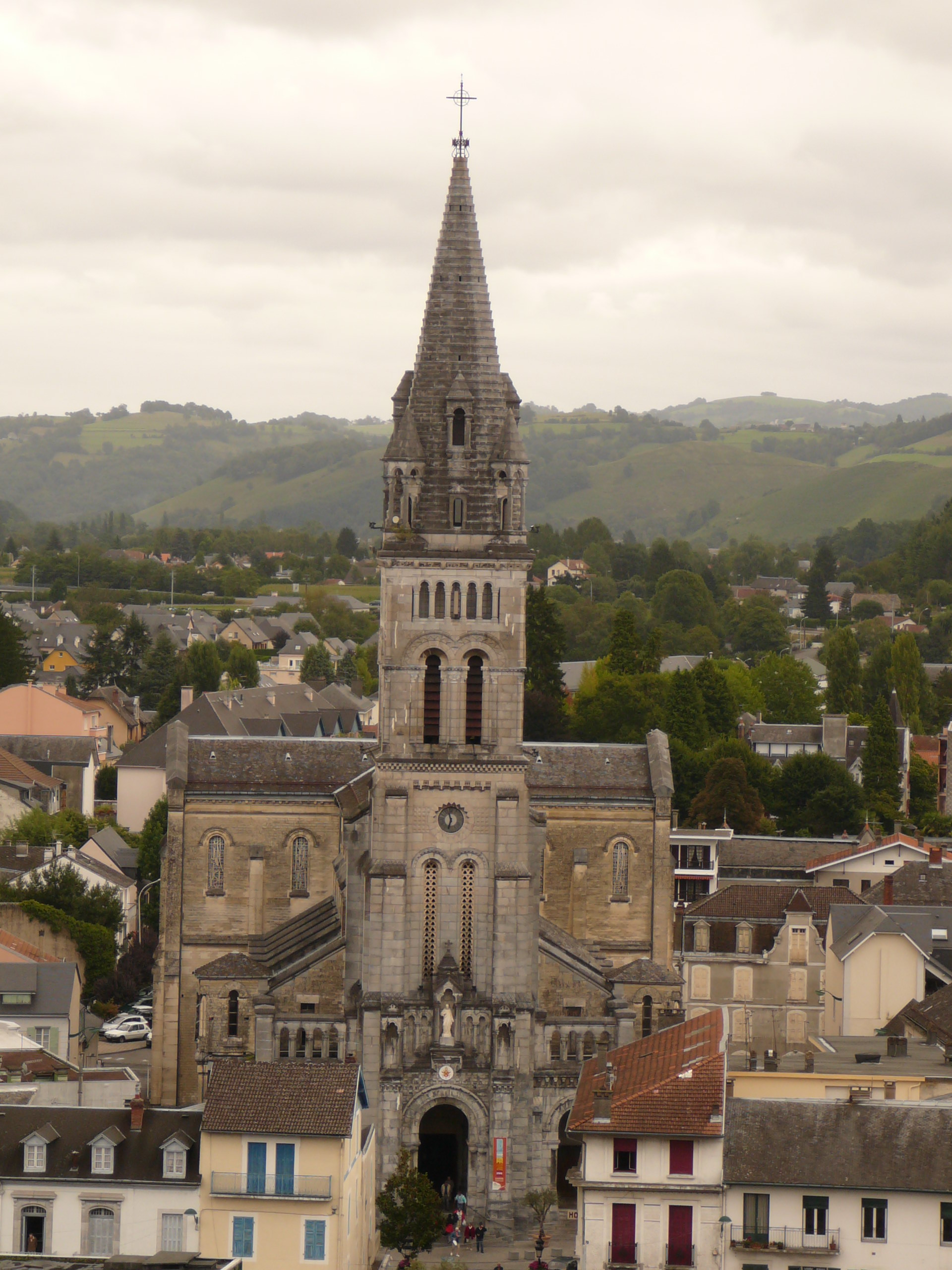
圣庇护十世圣殿
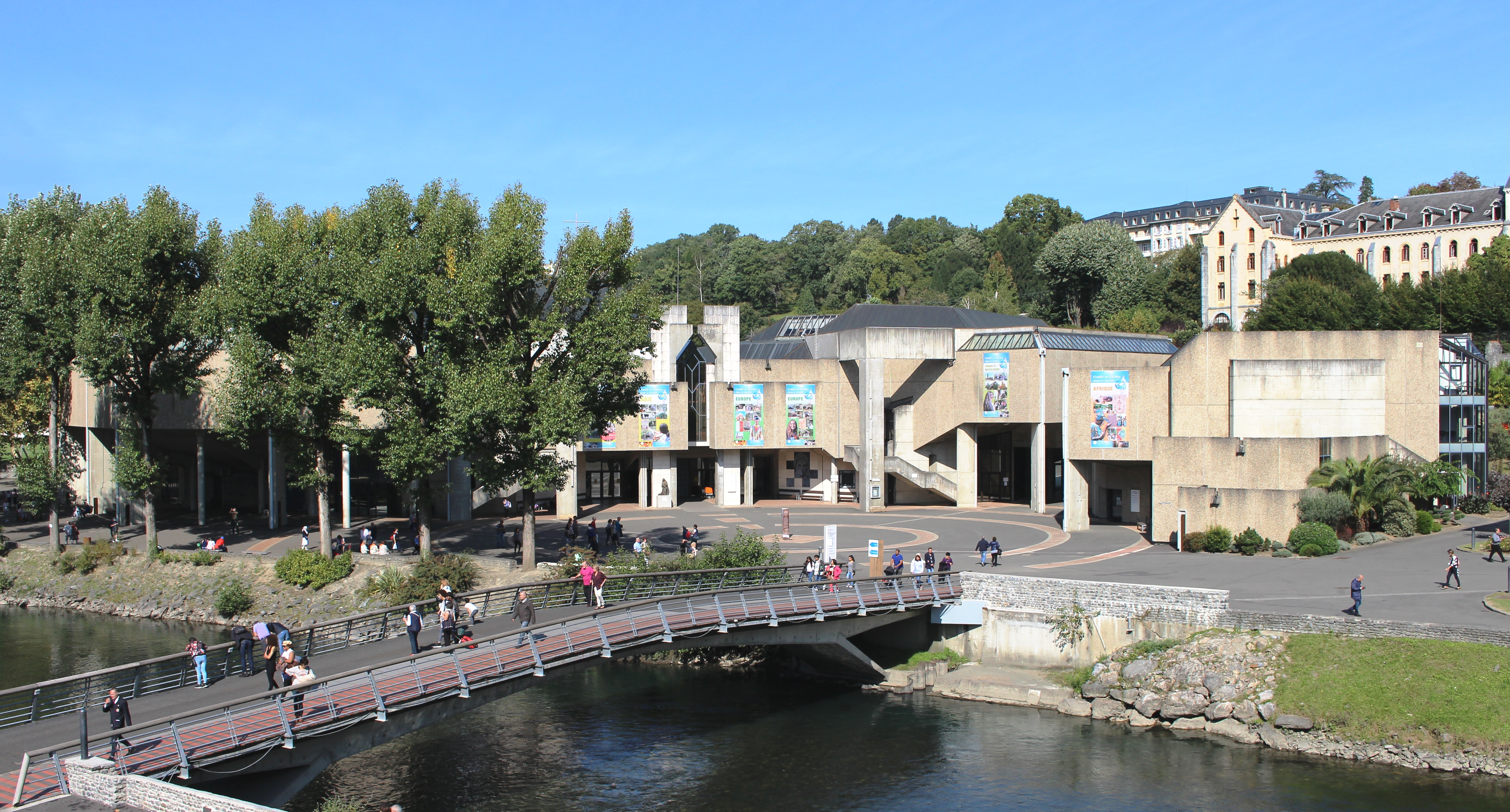
圣心祷告教堂（法语：Église paroissiale du Sacré-Cœur de Lourdes）
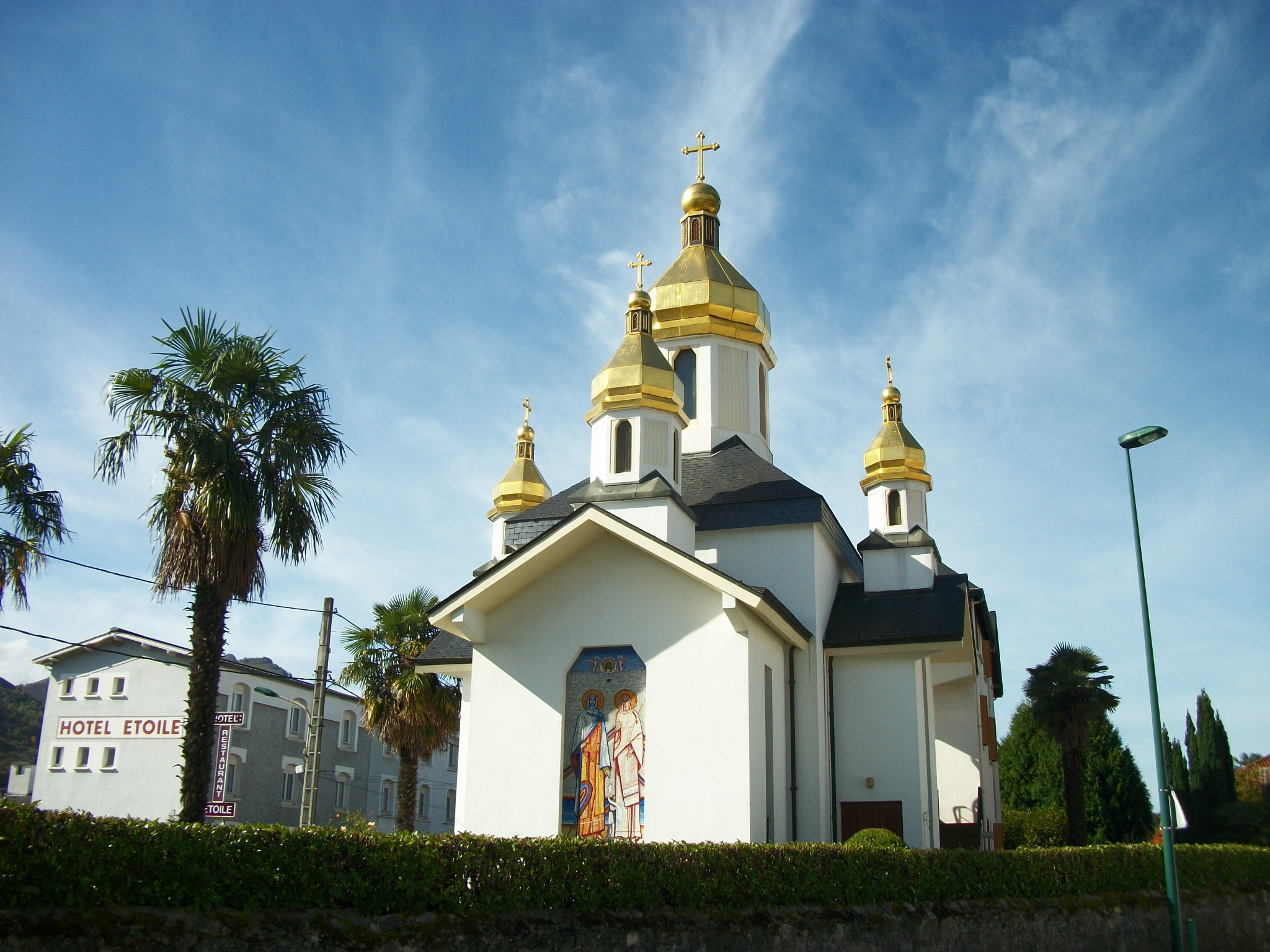
圣伯尔纳德教堂（法语：Église Sainte-Bernadette de Lourdes）
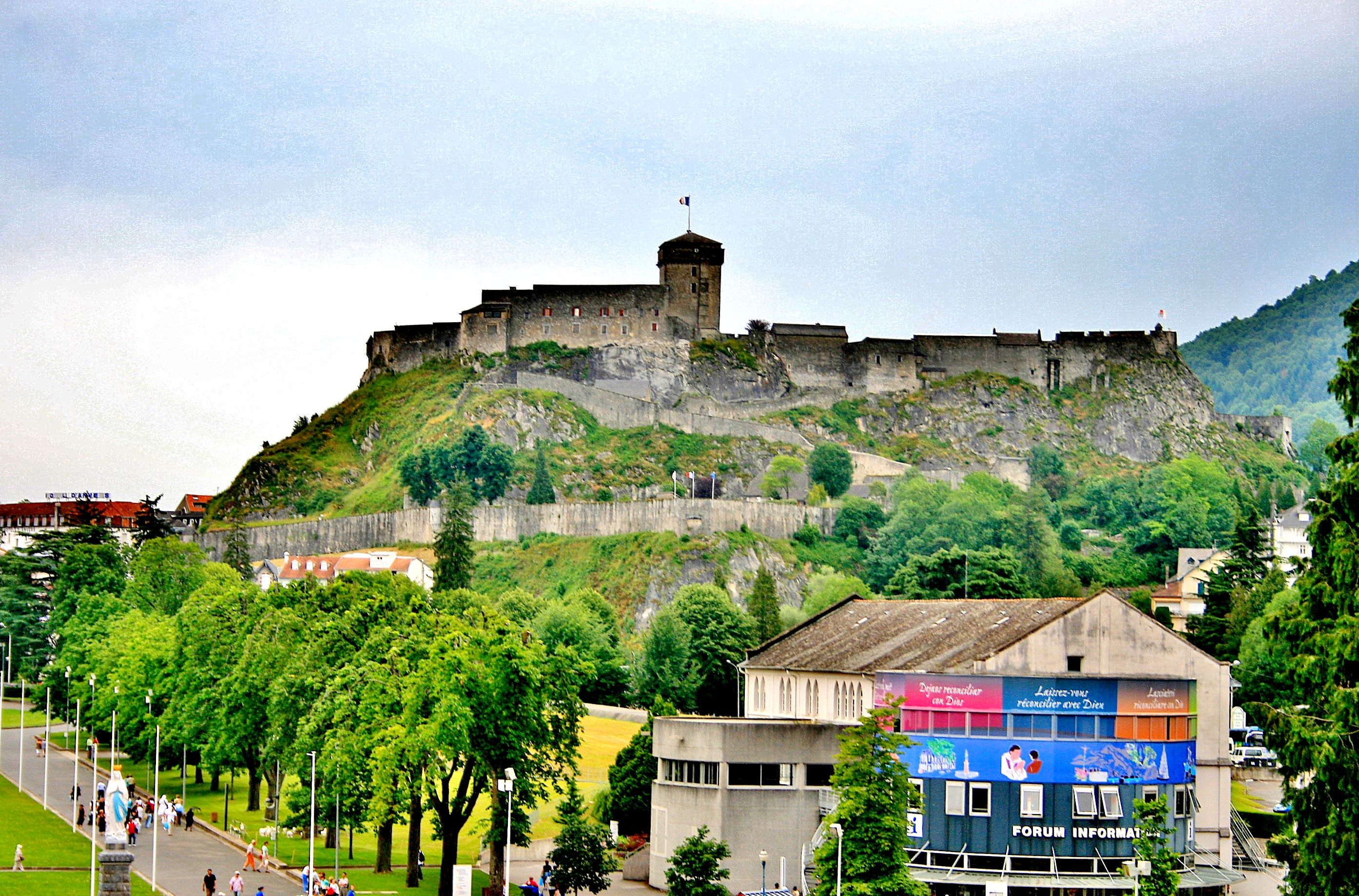
乌克兰天主教堂（法语：Église catholique ukrainienne de Lourdes）

- 圣母无玷始胎圣殿
- 玫瑰圣母圣殿
- 圣心祷告教堂（法语：Église paroissiale du Sacré-Cœur de Lourdes）
- 圣伯尔纳德教堂（法语：Église Sainte-Bernadette de Lourdes）
- 乌克兰天主教堂（法语：Église catholique ukrainienne de Lourdes）
- 远眺卢尔德城堡（法语：Château fort de Lourdes）

此外卢尔德城堡以及卢尔德比利牛斯博物馆等亦是当地重要的建筑物。

### 旅游
卢尔德的旅游事务由其所属的公共社区负责。

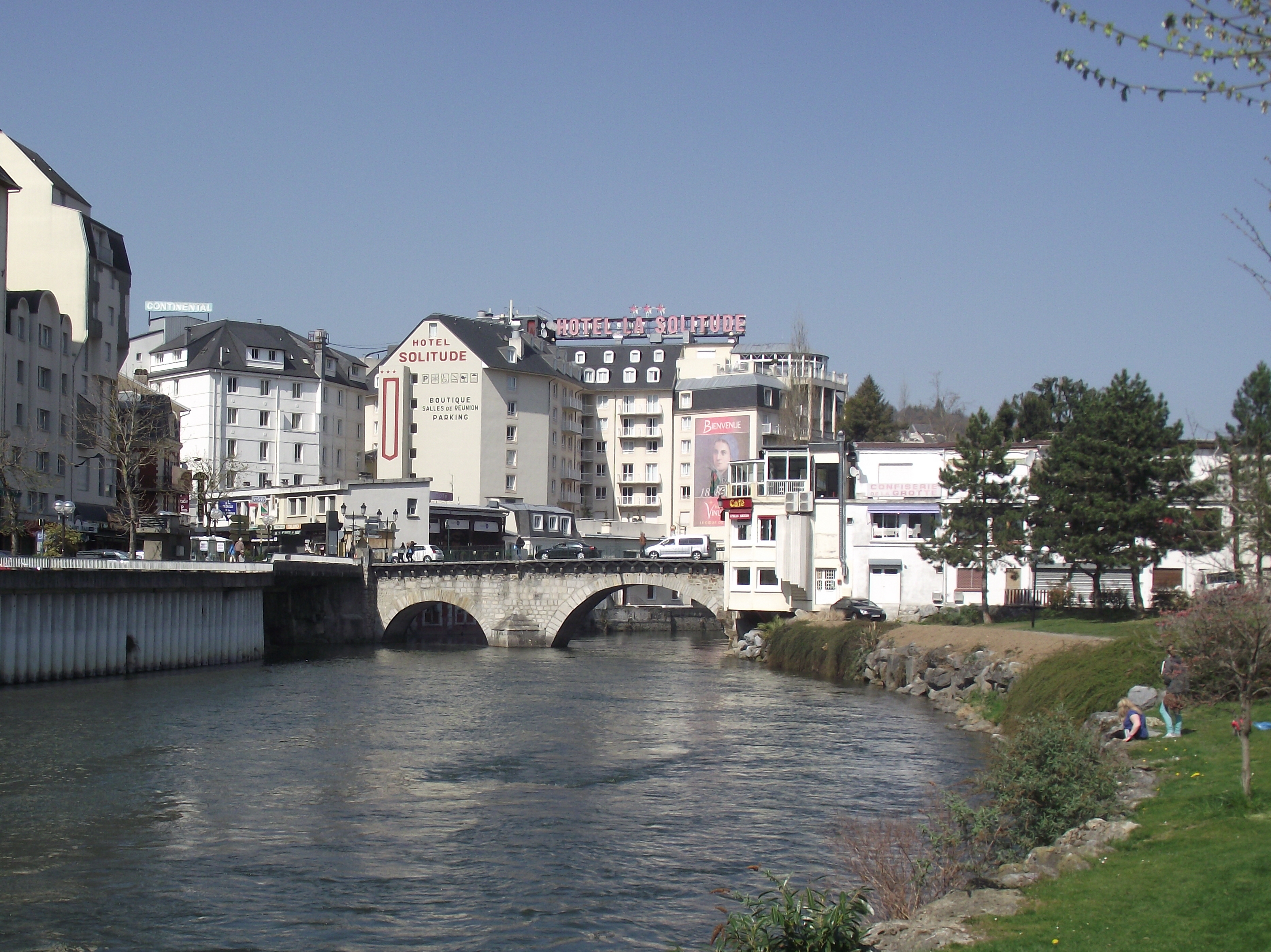
卢尔德市中心

卢尔德因其特殊的宗教地位而成为重要的朝圣地和旅游城市，2020年，卢尔德境内共有135个宾馆共计10,095间房间，是法国宾馆数量第三多的市镇，仅次于巴黎和尼斯；另外其境内还有11个露营地，可容纳共701辆露营车。

### 媒体
法国主要的媒体均可在卢尔德接收，法国电视三台下属的奥克西塔尼大区频道在部分时段播出卢尔德所属区域的地方新闻。

## 相关人物
圣女伯尔纳德·苏比鲁、拿破仑帝国将军让-皮埃尔·马朗桑、前橄榄球运动员让·普拉和前法国卫生部长及卢尔德市长菲利普·杜斯特·布拉齊出生于卢尔德。

## 友好城市
截至2022年9月，卢尔德共与一座城市互为友好城市关系：
- 波蘭 琴斯托霍瓦
- 法國 讷韦尔